# Архангельский сельсовет (Нижегородская область)
Архангельский сельсовет — сельское поселение в составе Шатковского района Нижегородской области.
Административный центр — село Архангельское.

## История
Статус и границы сельского поселения установлены Законом Нижегородской области от 15 июня 2004 года № 60-З «О наделении муниципальных образований — городов, рабочих посёлков и сельсоветов Нижегородской области статусом городского, сельского поселения».

## Население
| 2002  | 2010  | 2012  | 2013  | 2014  | 2015  | 2016  |
| ----- | ----- | ----- | ----- | ----- | ----- | ----- |
| 2556  | ↗2611 | ↘2551 | ↘2495 | ↘2445 | ↘2393 | ↘2360 |
| 2017  | 2018  | 2019  | 2020  | 2021  |       |       |
| ↘2323 | ↘2300 | ↘2241 | ↘2218 | ↗2436 |       |       |

## Состав сельского поселения
| № | Населённый пункт | Тип населённого пункта       | Население |
| - | ---------------- | ---------------------------- | --------- |
| 1 | Архангельское    | село, административный центр | ↗2384     |
| 2 | Хирино           | село                         | ↘227      |